# Haplochrois
Haplochrois is een geslacht van vlinders van de familie grasmineermotten (Elachistidae).

## Soorten
- H. albanica (Rebel & Zerny, 1932)
- H. bipunctella (Chambers, 1880)
- H. buvati (Baldizzone, 1985)
- H. chlorometalla Walsingham, 1897
- H. ganota (Meyrick, 1911)
- H. gelechiella (Rebel, 1902)
- H. guttata (Busck, 1914)
- H. halans (Meyrick, 1924)
- H. hysterota (Meyrick, 1918)
- H. kuznetzovi Sinev, 1986
- H. monomorpha Sinev, 1986
- H. neocompsa (Meyrick, 1933)
- H. ochraceella (Rebel, 1903)
- H. ochrella (Sinev, 1986)
- H. orientella (Sinev, 1979)
- H. otiosa (Walsingham, 1909)
- H. picropa (Meyrick, 1921)
- H. socia (Meyrick, 1929)
- H. tanyptera Turner, 1923
- H. thalycra Meyrick, 1897
- H. theae (Kuznetsov, 1916)
- H. xiphodes (Meyrick, 1922)